# Jacques Morisson
Pour les articles homonymes, voir Morisson.
Jacques Henry Morisson (né le 28 mars 1907 dans le 16e arrondissement de Paris, mort le 8 février 1964 dans le 10e arrondissement de Paris) est un joueur professionnel français de hockey sur glace.

## Carrière
Jacques Morisson fait sa carrière dans les clubs parisiens : le Club des Sports d'Hiver de Paris avec qui il est champion en 1926, en 1931 il vient au Stade français avec qui il est champion en 1933 et en 1935, en 1936 le Racing Club de France puis les Français volants de Paris jusqu'en 1937. Il participe à la finale de la Coupe Spengler 1933 avec le Stade français alors rebaptisé les Rapides puis en 1935.
Jacques Morisson participe aux Jeux olympiques de 1936 à Garmisch-Partenkirchen. Il participe au championnat du monde en 1930 et 1931 en remplaçant d'abord puis en 1935 ainsi qu'au championnat d'Europe 1932.